# Pus
Pus är en by i Fränninge socken, belägen mellan Långaröd i norr och Vallarum i söder vid gränsen mellan Hörby kommun och Sjöbo kommun i Skåne. Lokalt används i inofficiella sammanhang gammalstavningen Puus.
Pus består av ett kronoboställe samt torpen Lotorpet, Lilla-Puus, Grind-stugan (nedbrunnen), Intaget, Rodins torp samt Saxbergs torp. År 1870 hade Pus inte mindre än 44 invånare. Torparna gjorde dagsverken vid gården och i skogen och detta fortsatte långt in på 1900-talet. Den kände Spelmannen Anders Persson bodde under sin livstid i Lotorpet och firandet av hans 100-årsdag genomfördes med en spelmansdag i Lotorpet 2003.

## Ortnamnet
År 1592 talar källorna om "Puhus". Förleden i ortnamnet är ursprungligen det danska mansbinamnet Pa, efterleden troligen 'hus' (sing. eller plur), alltså 'Pas hus', som i skrift sammandragits först till Puhus, sedan till Puus och slutligen till det nutida Pus.
Genom Pus gick den gamla tingsvägen, som Långarödsborna använde när de färdades till tinget i Sjöbo.

## Snapphanar och frihetskrig (1600-talet)
Under stormaktstiden på 1600-talet var Sverige inblandat i många krig. Dessa påverkade levnadsförhållandena i socknarna med ständiga utskrivningar av soldater, dryga skatter och nya jordägare genom donationer. Enligt muntlig tradition blev gården Kronoboställe på drottning Kristinas tid i slutet av 1600-talet. I slutet av 1600-talet härjade snapphanarna i Skåne och man kan lätt fantisera om att terrängen i Puus givit rika möjligheter till gömslen för dessa frihetskämpar.

## Hovslagarboställe på1700-talet
Puus var ett hovslagarboställe. I början av 1800-talet hette hovslagaren Stede. Han levde på arrendet från gården, som brukades av bönderna Nils Persson och änkan Boel Nilsdotter.

## Kronopark- och kronoboställe på1800-talet
Två arrendebönder med tjänstefolk hade således sin försörjning av gården. Detta pågick till 1900-talet. Boningslängan var delad i två hälfter.
Gårdens inägor bestod 1812 av två vångar med cirka 12 tunnland åker och 8 tunnland äng. En hel del bok och ekskog fanns, men stora delar av Pus, särskilt den nordvästra delen, bestod av ljungmarker. Därutöver fanns en hel del alekärr.
1812 hade byns gränser blivit markerade med stengärden på tre sidor. De gamla gränsmärkerna var Starrekjers sten, Örnhulta sten, Snuvhulta sten, Ore sten, Kors sten, Svartspåna sten och stenmusta killa. Några av dessa urgamla gränsmärken är synliga än idag.
På det dåvarande hovslagarbostället restes den nya mangårdsbyggnaden någon gång på 1870-talet och vittnar genom sin rymd och bredd om ett visst välstånd. Vid denna tid bodde 44 personer i Pus - att jämföra med att det idag är halvannan kilometer till närmsta granne!
På andra sidan vägen om Pus har det legat ett hus, som använts både till bränneri och bostad. Cirka 200 meter öster om gården har funnits en vattenmölla. Senare drev vattnet en turbin, som försåg Pus med elektrisk ström.

## Naturen
I denna skånska vildmark frodas djur- och fågellivet. Häger och trana, liksom landskapets forna signum storken, syns ibland. Kron- och dovhjort, älg och rådjur tycks alla samsas med tamdjuren. I så ostörd miljö trivs även rovfågel - en tornuggla har stundtals hyrt in sig i Puus Boställes magasin! Men av de skygga vildsvinen ser man oftast bara spåren.

### Fotnoter
1. ↑  Hallberg, Göran De skånska namnen på -husa i Namn och Bygd årgång 78 1990 s. 51-61